# Perfect Photo Suite
Perfect Photo Suite (PPS) ist eine modulare Software des Unternehmens onOne für die Entwicklung von RAW-Daten aus über zweihundert Kameras. Neben den proprietären RAW-Daten kann dieser RAW-Konverter auch andere Formate importieren; zum Beispiel JPEG-, TIFF- oder PNG-Bilder. Export der Entwicklungsresultate ist in JPEG, TIFF, PNG und anderen Formaten möglich.
Neben dem Standalone-Betrieb kann PPS zum Beispiel aus Adobe Photoshop, Adobe Photoshop Elements, Adobe Photoshop Lightroom oder aus Apple Aperture heraus aufgerufen werden.
PPS setzt in seinen Modulen durchgängig auf die Ebenentechnik (Layers) zur Kombination von Fotos beziehungsweise zur Überlagerung mannigfaltiger, manipulierbarer, angepasster Voreinstellungen (presets) zu dem aktuellen Foto.
Perfect Photo Suite 9.5 wurde durch ON1 Photo RAW ersetzt. 
Am 7. März 2018 hieß die aktuelle Version ON1 Photo RAW 2018.1.

## Version 8
Die Oberfläche erscheint größtenteils in deutscher Sprache. Der Einsteiger wird mit deutschsprachiger Dialogführung in schwierigeren Einzelfällen unterstützt. Zum Beispiel wird geholfen, wenn zu Beginn der Beautyretusche keine Augen und Lippen erkannt wurden.

### Module
Browse ist der programminterne Dateimanager für Fotos.
Layers gestattet die Arbeit mit Ebenen. Zum Beispiel kann der Hintergrund in einem Foto ersetzt werden. Mask arbeitet mit Layers zusammen. Somit kann das Zusammenfügen zweier Ebenen lokal (auf eine ausgemalte Teilfläche im Foto) begrenzt werden.
Enhance ist das in jeder Fotobearbeitungssoftware präsente Entwicklungswerkzeug mit solchen Funktionen wie Helligkeit, Kontrast, Farb- und Tonwertanpassungen, Schärfen et cetera.
Portrait dient der Beautyretusche, B&W der Schwarz-weiß-Entwicklung und Effects der Bearbeitung mit 23 möglichen Filtern. Letztere können auf Ebenen (Layers) gestapelt werden. So kann zum Beispiel HDR-Look erzielt oder Objektivunschärfe mit radialem Verlauf simuliert werden (zum Beispiel können Touristen auf einer detaillierteren Stadtansicht verschwommen – also weitgehend unkenntlich – dargestellt werden).
Schließlich erlaubt Resize das Vergrößern des Fotos mit dem Werkzeug Genuine Fractals oder gestattet den sogenannten Leinwanddruck – das ist die gefällige Randgestaltung mit Elementen aus dem Foto selbst.

### Struktur
In der Hierarchie stehen die Module Browse und Layers über den Modulen Enhance, Portrait, Effects, B&W, Mask und Resize. Der Einstieg in das Programm erfolgt immer über den Modul Browse. Nach Wahl eines Fotos kann von dort einer der anderen Module aufgerufen werden. Im Normalfall wird einer der aufgerufenen Module schließlich mit dem Button Anwenden verlassen und es geht (wenn nichts anderes angewiesen wurde) nach Browse zurück. Dort und auch von Layers aus, also an der Spitze der Hierarchie, ist der Aufruf vom Modul Batch, zum Beispiel über das Kommando Datei/Stapelverarbeitung, möglich. Im Stapel sind zum Beispiel einige Exportoperationen – wie das Konvertieren von Bildern in ein anderes Format – ausführbar.

## Version 9
Die Version 9 wurde am 28. Oktober 2014 herausgegeben. Die Module Layers und Mask sind zu einem Modul Layers verschmolzen. Die Funktion Rauschreduzierung wurde integriert. In Verbindung der Arbeit mit Ebenen zum lokalen Bildbearbeitung kamen die praktischen Pinsel-Werkzeuge Schnellmaskierung und Verfeinerungspinsel hinzu. Mit ihnen kann ein Gebiet (Teilfläche) im Foto von der Bearbeitung ausgeschlossen werden. Zum Beispiel lässt sich damit im Modul Layers der Himmel in einer Landschaftsaufnahme substituieren. Oder im Modul Effects kann beispielsweise die Blüte einer Pflanzen-Makroaufnahme von der Operation Unschärfe (Freistellen) mit denselben beiden Werkzeugen ausgeschlossen werden. Neben der Operation Unschärfe sind noch 24 weitere lokale Bildverarbeitungen in Effects möglich (zum Beispiel Dynamischer Kontrast, Farbverbesserung, Rauschreduzierung, Schwarz-Weiß, Schärfen). In den Modulen Layers, Enhance und Resize wurde im Freistellen-Werkzeug die Funktion komfortables Geraderichten implementiert. Somit kann das Foto an einem vertikalen oder horizontalen Bildelement (zum Beispiel Zaun) interaktiv ausgerichtet werden.
PPS kann in der Version 9 Entwicklungen eines Fotos aus fremden Programmen übernehmen und verwenden. Der oben im Artikelkopf erwähnte Aufruf von PPS aus anderen Programmen zur Fotobearbeitung empfiehlt sich zum Beispiel am Schluss der Entwicklung eines Fotos im folgenden Fall. Adobe Photoshop Lightroom 5 arbeitet ohne Ebenen. Mit dem Lightroom-Befehl Foto/Bearbeiten in im Entwickeln-Modul werden PPS sämtliche Entwicklungseinstellungen übergeben. Darauf ist in PPS die Arbeit mit Ebenen möglich und schließlich wird nach Lightroom mit dem fertig entwickelten Foto zurückgekehrt.

### Version 9.5
- Die über Browse/Bearbeiten erreichbare Dialogbox Voreinstellungen wurde zum Beispiel um den Reiter System erweitert. Darin lässt sich unter anderen der Speicherort des Arbeitsordners von Perfect Photo Suite ändern.
- Vor allem die Arbeit im Modul Browse ist nun mit weniger Wartezeit als früher verbunden.[5] Auch innerhalb einiger anderer Algorithmen wurde die Verarbeitungsgeschwindigkeit erhöht – so zum Beispiel die Gesichtserkennung beim Eintritt in den Modul Portrait. In diesem Modul wurde dazu das eventuell erforderliche Editieren der Splines für die Begrenzungen der Lippen und Augen erleichtert: Es werden größere Anfasser und flüssigeres Verschieben dieser anfassbaren Punkte geboten.
- Mit dem Befehl Browse/Album wird eine Fotokollektion mit thematischem Querschnittscharakter – vergleichbar mit der Fotosammlung in Lightroom – erstellt, editiert oder auch gelöscht. Alben – also benannte Linksammlungen auf verschiedene Fotos im Rechner, zum Beispiel sechs Alben mit den Namen Strand, Autos, Makro, Sport, Reise, Familie – sind im Browse-Modul stets präsent.
- Im Modul Effects ist mit dem Werkzeug Polygon-Lasso (Englisch: Line mask tool) die Auswahl einer von einem geschlossenen Vieleck begrenzten Teilfläche aus dem Foto möglich. Damit kann zum Beispiel auf einem Architekturfoto nur der Himmel in die aktuelle Bearbeitung einbezogen werden.
- Über das Kommando Maske/Luminanzmaske erstellen – in den Modulen  Layers und Effects aufrufbar – ist nun das aus Adobe Photoshop bekannte Arbeiten mit der Luminanzmaske (Deutsch: Helligkeitsmaske) möglich. Damit lässt sich die Bearbeitung auf hellere Flächen des Fotos beschränken.